# Campionati europei di nuoto artistico 2025 - Solo libero femminile
La gara dal solo libero femminile ai campionati europei di nuoto artistico 2025 si è svolta il 3 giugno 2025 presso il Penteada Olympic Swimming Pools Complex di Funchal. Hanno preso parte alla competizione 14 squadre nazionali

## Risultati
| Pos. | Atleti                | Squadra     | DD    | EL       | AI       | Punti    | Pen |
| ---- | --------------------- | ----------- | ----- | -------- | -------- | -------- | --- |
|      | Klara Bleyer          | Germania    | 52.65 | 118.4863 | 101.3500 | 219.8363 |     |
|      | Enrica Piccoli        | Italia      | 51.70 | 118.3451 | 94.6000  | 212.9451 |     |
|      | Iris Tio              | Spagna      | 45.05 | 102.4075 | 106.5000 | 208.9075 |     |
| 4    | Marloes Steenbeek     | Paesi Bassi | 49.70 | 108.2925 | 97.6500  | 205.9425 |     |
| 5    | Maria Alavidze        | Georgia     | 50.00 | 104.9088 | 99.5500  | 204.4588 |     |
| 6    | Ece Ungor             | Turchia     | 50.65 | 107.6550 | 91.5500  | 199.2050 |     |
| 7    | Jasmine Verbena       | San Marino  | 50.80 | 108.0711 | 89.6500  | 197.7211 |     |
| 8    | Zoi Karangelou        | Grecia      | 45.75 | 99.5212  | 96.1000  | 195.6212 |     |
| 9    | Lea Anna Krajcovicova | Slovacchia  | 44.60 | 100.4987 | 88.3500  | 188.8487 |     |
| 10   | Mari Moilala          | Finlandia   | 34.65 | 73.9687  | 91.1000  | 165.0687 |     |
| 11   | Matea Butorac         | Croazia     | 39.60 | 81.9000  | 81.2000  | 163.1000 |     |
| 12   | Diana Cipova          | Rep. Ceca   | 36.50 | 73.9475  | 81.9500  | 155.8975 |     |
| 13   | Dalia Penkova         | Bulgaria    | 33.85 | 66.9900  | 80.9000  | 147.8900 |     |
| 14   | Marfa Chragina        | Svezia      | 22.35 | 42.8162  | 88.3500  | 131.1662 |     |